# Hanover (CDP, New Hampshire)
Hanover CDP ist ein Census-designated place in der Town of Hanover im Grafton County im US-Bundesstaat New Hampshire. Die Volkszählung von 2020 erfasste 9.078 Einwohner. Der CDP wurde im Jahr 2002 erstmals vom Census definiert. Er umfasst den Kernort der Town of Hanover.

## Lage
Der Ort liegt bei den Koordinaten 43° 42' 24.84" Nord und 72° 16' 37.78" West auf einer Höhe von 140 Metern über dem Meeresspiegel am linken Ufer des Connecticut Rivers. Die 12,7 km² große Fläche des Gebietes setzt sich zusammen aus 11,7 km² Land- und 1 km² Wasserfläche. Durch den CDP verlaufen die New Hampshire Routes NH-10 entlang des Flusses und NH-120 nach Claremont.